# Dannie Abse
Dannie (właśc. Daniel) Abse (ur. 22 września 1923 w Cardiff, zm. 28 września 2014 w Londynie) – brytyjski pisarz: poeta, powieściopisarz i dramaturg. Przekład polski Stetoskop. wiersze wybrane (2004) Andrzeja Szuby.
Urodził się w żydowskiej rodzinie. Uczęszczał do katolickiej szkoły, co było niezwykłe dla chłopca z klasy średniej. Pierwszy zbiór wierszy „After Every Green” został opublikowany w 1949 roku. Dannie Abse jest członkiem Royal Literary Society od 1983 roku. W 2012  Dannie Abse został Komandorem Orderu Imperium Brytyjskiego za wkład w poezję i literaturę.

## Dzieła
- After Every Green Thing, 1949, poezja
- Ash on a Young Man's Sleeve, 1954, proza
- Fire in Heaven, 1956, dramat
- Tenants of the House, 1957, poezja
- Poems, Golders Green, 1962, poezja
- Three Questor Plays, 1967, dramat
- A Small Desperation, 1968, poezja
- O Jones, O Jones, 1970, proza
- Funland, and Other Poems, 1973, poezja
- A Poet in the Family, 1974, non-fiction
- Way Out in the Centre, 1981, poezja
- A Strong Dose of Myself, 1983, non-fiction
- Ask the Bloody Horse, 1986, poezja
- White Coat, Purple Coat, 1989, poezja
- Remembrance of Crimes Past, 1990, poezja
- There Was a Young Man From Cardiff, 1991, non-fiction
- On the Evening Road, 1994, poezja
- Arcadia, One Mile, 1998, poezja
- Goodbye, Twentieth Century. An Autobiography, 2001, non-fiction
- New and Collected Poems, 2002, poezja
- The Strange Case of Dr Simmonds & Dr Glas, 2002, proza
- The Two Roads Taken. A Prose Miscellany, 2003, non-fiction
- Running Late, 2006, poezja
- 100 Great Poems of Love and Lust. Homage to Eros, 2007, poezja
- The Presence, 2007, non-fiction
- New Selected Poems, 2009, poezja